# Sundoreonectes
Genre
Sundoreonectes est un genre de poissons téléostéens de la famille des Nemacheilidae (ordre des Cypriniformes).

## Liste des espèces
Selon World Register of Marine Species (8 août 2023) :
- Sundoreonectes obesus (Vaillant, 1902)
- Sundoreonectes sabanus (Chin, 1990)

## Systématique
Le nom valide complet (avec auteur) de ce taxon est Sundoreonectes Kottelat, 1990,.

## Étymologie
Le nom générique, Sundoreonectes, est la combinaison de Sund[a] en référence aux îles de la Sonde, d'où proviennent ces espèces, et d’Oreonectes, un genre de loches similaires.

## Publication originale
- (en) Maurice Kottelat, « New species and populations of cave nemacheilines in south and south-east Asia (Osteichthyes: Balitoridae) », Mémoires de Biospéologie, France, vol. 17,‎ 1990, p. 49-56 (ISSN 0184-0266, lire en ligne, consulté le 7 août 2023).